# Sterling Morrison
Holmes Sterling Morrison, Jr. (28 de agosto de 1942 – 30 de agosto de 1995) foi um dos fundadores e membro da banda de rock The Velvet Underground, tocava guitarra e, ocasionalmente, baixo.

## História
Morrison formou-se em Inglês na Universidade de Siracusa, onde conheceu Lou Reed, um estudante bolsista de Inglês. Embora os dois estudassem juntos, eles se separaram depois de Morrison encerrar seus estudos e Reed se formar em 1964, voltando a se encontrar em Nova York, em 1965. Nessa época, Reed  conheceu John Cale que estava interessado em começar uma banda, então, quando encontrou Morrison, ele o convidou para participar, surgindo assim os The Velvet Underground.
Morrison tocou principalmente guitarra na banda, nos dois primeiros álbuns, embora quando Cale - baixista oficial da banda - tocava violão ou teclados, Morrison frequentemente tocava baixo. Outras músicas, no entanto, (incluindo "Heroin" e "Sister Ray") tem Reed e Morrison na guitarra, enquanto Cale tocou viola ou órgão. Embora Morrison tenha sido elogiado algumas vezes como baixista (em faixas como "Sunday Morning" e "Lady Godiva's Operation"), ele não gostava de tocar o instrumento.
Após o término da banda, Morrison continuou a colaborar com os demais membros tendo participado de álbuns de John Cale, Moe Tucker e Nico.
Em 1994, Morrison  tocou em duas faixas ("Friendly Advice" e "Great Jones Street") do álbum Bewitched da banda de dream pop e indie rock Luna.
Morreu de um Linfoma não-Hodgkin (LNH), que é uma neoplasia maligna que se origina nos gânglios linfáticos (que são muito importantes no combate a infecções), apenas dois dias depois de fazer 53 anos.

### Oficiais
- A Tribute to Sterling Morrison - Página de Fã

### Informações
- Sterling Morrison (em inglês) no AllMusic